# Josep Lluís Aguiló Veny
Josep Lluís Aguiló Veny (Manacor, 18 de març de 1967) és poeta i empresari. Iniciat de ben jove a la poesia amb la publicació de Cants d'arjau el 1986 a l'edat de 19 anys, no va tornar a publicar fins a l'any 2004. Amb Monstres guanyà, el 2005, el Premi Ciutat de Palma-Joan Alcover de Poesia en Català del 2004 i el 2006, amb aquest mateix llibre, el Premio de la Crítica en la categoria de poesia en llengua catalana. El 2008 guanyà els Jocs Florals de Barcelona amb Llunari i fou nomenat Poeta de Barcelona del 2008 al 2009. La seva poesia reunida s'ha traduït al castellà a Visor Libros. Alguns dels seus poemes s'han traduït al cors, al francès i al gallec i el seu llibre Llunari ha estat traduït a l'anglès i publicat al Regne Unit. És soci de l'Associació d'Escriptors en Llengua Catalana.

## Obra publicada

### Poesia
- Cants d'arjau. Palma: Caixa de Balears, 1986
- La biblioteca secreta. Palma: Caixa de Balears, 2004
- L'estació de les ombres. Palma: El Tall, 2004
- Monstres. Palma: Moll, 2005 / Barcelona: Proa, 2005
- Antologia personal. Palma: Universitat de les Illes Balears, 2007
- Llunari. Barcelona: Proa, 2008
- Banderes dins la mar / Banderas en el mar. Madrid: Visor Libros, 2017

### En antologies
- Entre dos mil·lennis. 16 poetes de les darreres dècades. Palma: Diari de Balears / Hora Nova. 2005
- Tretze per tres. Palma: Editorial Perifèrics, 2006
- Los perfiles de Odiseo / Els perfils d'Odisseu (Antología de la poesía joven en las Islas Baleares). Madrid: Calambur, 2007
- Grans èxits (amb Manel Marí, Pere Joan Martorell Castelló, Sebastià Alzamora Martín). Palma: Moll, 2010
- Majorque, l'île aux poètes. Paris: Editions Illador, 2011
- Six catalan poets. Arc Publications, 2013

### En traducció
- Monstruos y otros. (Poesía reunida) Madrid: Visor Libros, 2014 (Traducció de Francisco Díaz De Castro)
- Lunarium: Arc Publications, 2016 (Traducció d'Anna Crowe)
- Banderes dins la mar / Banderas en el mar. Madrid: Visor Libros, 2017 (Traducció de Francisco Díaz De Castro)

## Premis i reconeixements
- Premi Ciutat de Palma-Joan Alcover de Poesia en Català, 2004: Monstres
- Premio Nacional de la Crítica — poesia catalana, 2006: Monstres
- Reconeixement de Mèrits de l'Escola de Mallorquí de Manacor, 2007: «per la tasca de creació i difusió de la poesia en llengua catalana»
- Jocs Florals de Barcelona, 2008: Llunari